# Howard Spencer
Howard Spencer (Edgbaston, 23 agosto 1875 – Sutton Coldfield, 14 gennaio 1940) è stato un calciatore inglese, di ruolo difensore.

## Carriera
È stato il capitano dell'Aston Villa dal 1902 al 1906.

## Palmarès

### Club

#### Competizioni nazionali
- Campionato inglese: 5

Aston Villa: 1893-1894, 1895-1896, 1896-1897, 1898-1899, 1899-1900
- Coppa d'Inghilterra: 3

Aston Villa: 1894-1895, 1896-1897, 1904-1905

#### Competizioni regionali
- Birmingham Senior Cup: 5

Aston Villa: 1896, 1899, 1903, 1904, 1906